# Arangina
Arangina és un gènere d'aranyes araneomorfes de la família dels dictínids (Dictynidae). Fou descrita per primera vegada l'any 1967 per Lehtinen. És endèmic de Nova Zelanda.

## Taxonomia
Segons el World Spider Catalog del 26 de desembre de 2016, existeixen dues espècies:
- Arangina cornigera, (Dalmas, 1917)
- Arangina pluva, Forster, 1970

## Referêncies
1. ↑  Lehtinen, P. T. «Classification of the cribellate spiders and some allied families, with notes on the evolution of the suborder Araneomorpha». Annales Zoologici Fennici, 4, 1967, pàg. 199–468.
2. ↑  «Gen. Arangina Lehtinen, 1967».   Natural History Museum Bern, 2019. DOI: 10.24436/2. [Consulta: 1r juny 2019].